# 九州電気管理技術者協同組合連合会
九州電気管理技術者協同組合連合会（きゅうしゅうでんきぎじゅつしゃきょうどうくみあいれんごうかい）は、九州地方にある電気保安管理の協同組合を連携する組織。

## 協会概要
- 設立：2011年
- 会長：九州電気管理技術者福岡協同組合理事長
- 副会長：大分県電気管理技術者協同組合理事長

## 事業内容
- 電気保安管理の共同受託及び受注
- 組合員の事業に関する経営及び技術の改善向上又は組合事業に関する知識の普及を図るための教育及び情報の提供
- 前各号の事業に附帯する事業

## その他
- 会長・副会長は各組合の理事長から選出される。
- 電力会社以外の各資源関連の協会とも連携・情報交換等の協力関係にある。

## 加盟組合
- 九州電気管理技術者福岡協同組合
- 佐賀県電気管理技術者協同組合
- 大分県電気管理技術者協同組合
- 九州電気管理技術者熊本協同組合
- 九州電気管理技術者宮崎協同組合
- 鹿児島県電気管理技術者協同組合